# インドネシアとスリナムの関係
インドネシア・スリナム関係では、インドネシアとスリナムの間の二国間関係について言及する。インドネシアとスリナムの間には、かつてオランダ海上帝国の植民地であったという共通の歴史を有していることに基づく、特別な関係が構築されている。多くのジャワ人がスリナムへ、プランテーションで働くために19世紀後半から20世紀前半にかけて移民としてわたった。インドネシアは、パラマリボに大使館を設置し、ガイアナにも大使を信任している一方で、スリナムはジャカルタに大使館を設置している。インドネシアとスリナムはともに世界貿易機関と アジア中南米協力フォーラムの加盟国である。

## 歴史
インドネシアとスリナムの歴史的な繋がりは、1890年にインドネシア人 (特にジャワ人) によるスリナムへの移民にさかのぼる。19世紀のオランダ領東インドによる植民地支配の間、他の植民地における労働者の需要を満たすため、オランダは相当数のジャワ人をスリナムで働かせるために送り出し始めた。移民のほとんどが、プランテーションや農業部門に従事した。今日、スリナムの人口統計の15パーセントにあたる約7万人の市民がジャワの出自を有しており、大臣など政府官僚の一部もジャワ人が務めている。二国間の外交関係は、公式には1976年に結ばれた。

## 経済と貿易
スリナムはラテン・アメリカ市場参入にあたってのゲートであり貿易ハブであるとして、インドネシアはスリナムを同地域における戦略的パートナーとみなしている。2012年における二国間貿易の貿易額は890万ドルで、インドネシアが優位にある。2012年のインドネシアからスリナムへの輸出額は710万ドルである一方で、インドネシアのスリナムからの輸入額が180万ドルであるため、結果としてインドネシアの貿易収支は、530万ドルの黒字となっている。インドネシアがスリナムに対して販売しているものは、テキスタイル、家具、布、家庭用機器、プラスチック製品、靴。調理器具、楽器である。

## 文化
インドネシアのジョグジャカルタ市とスリナムのコメウィネは、2011年4月4日に姉妹都市の提携に合意した。ジャワ系インドネシア人とジャワ系スリナム人の間で共通するジャワ文化は、両国の間の文化的、歴史的な繋がりの橋渡しとなっている。